# Little Big Town
Little Big Town là một nhóm nhạc đồng quê Mỹ được thành lập năm 1998. Nhóm bao gồm bốn thành viên kể từ khi thành lập: Karen Fairchild, Kimberly Schlapman (nhũ danh Kimberly Roads), Jimi Westbrook và Phillip Sweet. Phong cách âm nhạc của họ chủ yếu dựa trên bốn phần hòa âm giọng hát với bốn thành viên luân phiên nhau đóng vai trò hát chính; ngoài ra Westbrook và Sweet còn chơi ghita rhythm.

## Giải thưởng và đề cử

### Giải Grammy
| Năm  | Các đề cử                                             | Hạng mục                                                  | Kết quả   |
| ---- | ----------------------------------------------------- | --------------------------------------------------------- | --------- |
| 2007 | The Road to Here                                      | Album Đồng quê xuất sắc nhất                              | Đề cử     |
| 2007 | "Boondocks"                                           | Trình diễn Song ca/Nhóm nhạc giọng Đồng quê xuất sắc nhất | Đề cử     |
| 2009 | "Life in a Northern Town"(với Sugarland và Jake Owen) | Hợp tác giọng Đồng quê xuất sắc nhất                      | Đề cử     |
| 2011 | "Little White Church"                                 | Trình diễn Song ca/Nhóm nhạc giọng Đồng quê xuất sắc nhất | Đề cử     |
| 2013 | "Pontoon"                                             | Trình diễn Song ca/Nhóm nhạc Đồng quê xuất sắc nhất       | Đoạt giải |
| 2014 | "Your Side Of The Bed"                                | Trình diễn Song ca/Nhóm nhạc Đồng quê xuất sắc nhất       | Đề cử     |
| 2015 | "Day Drinking"                                        | Trình diễn Song ca/Nhóm nhạc Đồng quê xuất sắc nhất       | Đề cử     |
| 2016 | "Girl Crush"                                          | Trình diễn Song ca/Nhóm nhạc Đồng quê xuất sắc nhất       | Đoạt giải |
| 2016 | Pain Killer                                           | Album Đồng quê xuất sắc nhất                              | Đề cử     |